# フィデナエの戦い (紀元前7世紀)
フィデナエの戦い（フィデナエのたたかい）は、第三代ローマ王トゥッルス・ホスティリウスの治世（紀元前7世紀）に発生した、ローマとアルバ・ロンガ連合軍と、フィデナエ（en）とウェイイ連合軍の間の戦いである。アルバ・ロンガ軍は独裁者メッティウス・フフェティウス（en）が率いており、戦闘途中で裏切る予定であったが見破られ、ローマが勝利した。戦後アルバ・ロンガは破壊され、住民はローマに移住させられた。

## 背景
アルバ・ロンガは、伝説的なホラティウス3兄弟とクリアティウス3兄弟の決闘に敗れ、ローマに忠誠を誓うことになった。しかしメッティウスは内心では大いに不満を抱いており、フィデナエとウェイイの2都市を扇動し、戦場では裏切ってローマを攻撃するとして、ローマに宣戦布告させた。
トゥッルスはメッティウスにも出陣を求めたため、自軍兵士を率いて出征したが、その意図は秘匿していた。

## 戦闘
戦闘はフィデナエ領内、テヴェレ川とアニオ川合流点で行われた。ウェイイ軍もフィデナエ軍と共にテヴェレ川を越え、川の横で戦列を敷いた。ウェイイ軍は川側、フィデナエ軍は山側に布陣した。ローマ・アルバ連合軍も、敵軍に向かって戦列を整えた。ローマ軍はウェイイ軍に、アルバ軍はフェデナエ軍に相対した。戦闘が始まると、ローマ軍は戦ったが、メッティウスは時間をかけて山側に移動したために、ローマ軍の側面はがら空きとなった。
メッティウスの考えは、勝ちそうになった側に味方するというものであった。
トゥッルスはアルバ軍の機動を騎兵からの報告で知った。兵士を元気付けた後で、騎兵に向かって「見よ、なんと勇敢に飛び込んでいくのか。敵はすぐに騙されていたことに気づくぞ」と叫んだが、これは敵軍にいるラテン語を理解できる兵士に聞かせるためであった。これは成功し、アルバ軍からの攻撃を避けようと、フィデナイ兵は後退を始めた。ローマ軍はしかし攻撃を続行し、フィデナエ軍を撃破するとその指揮官に向かった。連合軍の敗北に落胆し、フィデナエ軍指揮官はテヴェレ川を渡って脱出した。兵士達も川岸に達すると、武器を捨て裸で川に飛び込んだ。あるものは川岸で立ち往生したが、皆戦死した。ローマがこのように多くの敵兵を殺害したのは初めてであった。

## その後
戦闘の勝利後、トゥッルスは勝利を共に祝うとして、アルバ軍を自軍野営地に招待した。しかし、アルバ兵は野営地に入る際に武器を取り上げられた。トゥッルスは武装した護衛兵に守られており、裏切ったメッティウスを非難する演説を行った。
「メッティウスよ、もし貴殿が条約を尊重し遵守するのであれば、貴殿を生かしておこう。しかし、貴殿の行為は、その性格がなせるものである。もし貴殿の心がローマとフィデナエの間に分かれているのであれば、貴殿の体もそうあるべきだ」
メッティウスは2台の戦車に括り付けられ、引き裂かれて処刑された。アルバ・ロンガは破壊され、市民はすべてローマのカエリウス丘に移された。

## 参考資料
1. ↑  リウィウス『ローマ建国史』I, 24-25
2. 1 2 3 4 5 6  リウィウス『ローマ建国史』I, 27
3. 1 2  リウィウス『ローマ建国史』 I, 28
4. ↑  リウィウス『ローマ建国史』I, 29.